# Liste der Kriegerdenkmäler im Landkreis Kitzingen

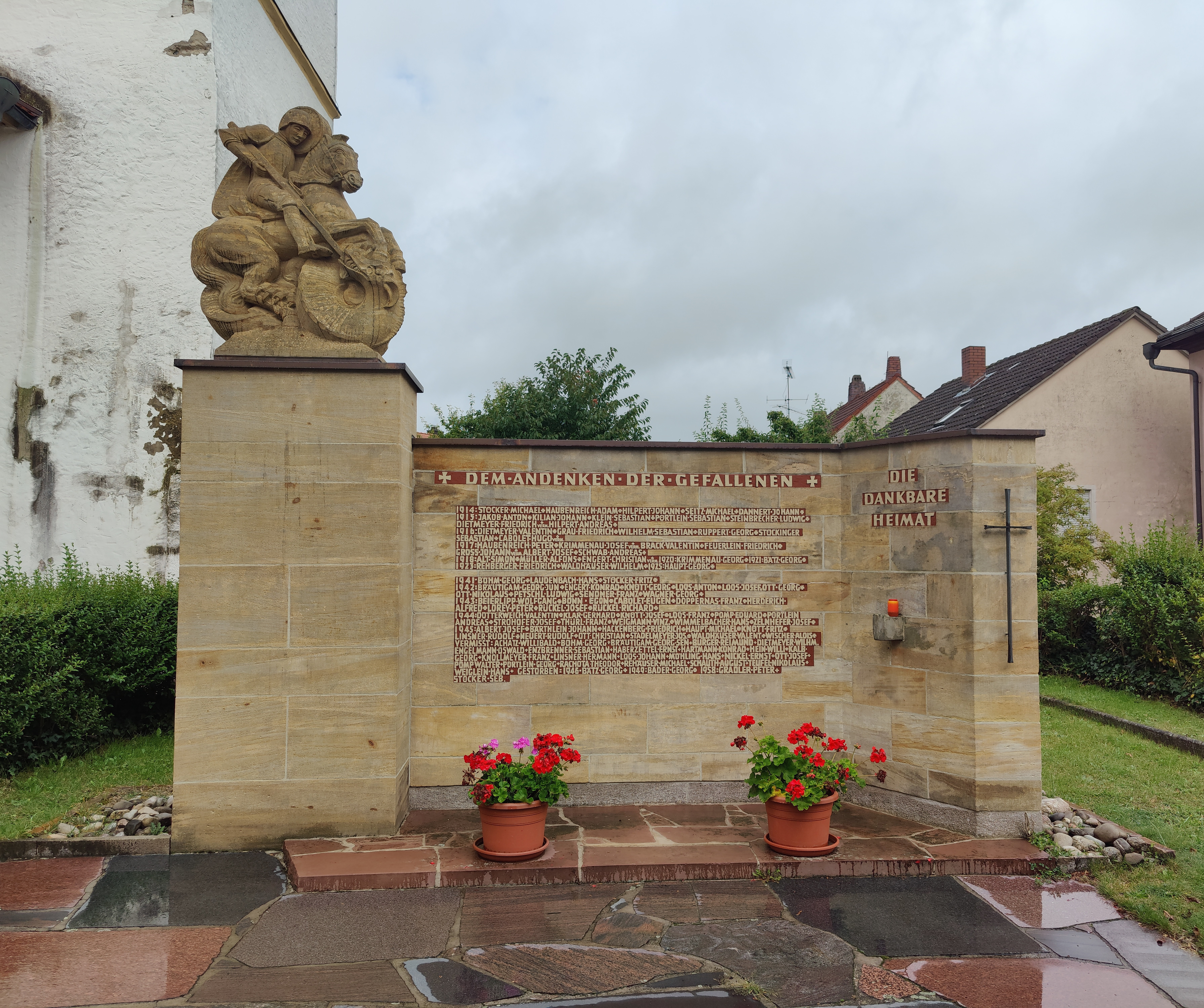
Das Kriegerdenkmal in Geiselwind entstand für die Opfer des Ersten Weltkriegs und wurde um die Toten des Zweiten Weltkriegs erweitert.

Die Liste der Kriegerdenkmäler im Landkreis Kitzingen enthält alle Kriegerdenkmäler im unterfränkischen Landkreis Kitzingen in Bayern. Darunter fallen Denkmale, die zu Erinnerungs- und Gedenkzwecken oder als Mahnung für Kriege, Kriegsteilnehmer und Gefallene sowie im Krieg Verwundete und Vermisste geschaffen wurden. Einige Objekte wurden vom Bayerischen Landesamt für Denkmalpflege als Baudenkmal eingeordnet.

## Historischer Überblick
Kriegerdenkmäler gehen auf den Beginn des 19. Jahrhunderts zurück. Zuvor waren vor allem Denkmäler entstanden, die einzelnen Heerführern, Königen oder Kaisern gewidmet waren. Mit der Stiftung des Eisernen Kreuzes durch König Friedrich Wilhelm III. von Preußen entstand im Jahr 1813 eine Institution, die explizit den einzelnen Krieger bzw. Soldaten in den Mittelpunkt rückte. Es dauerte allerdings noch bis in die zweite Hälfte des 19. Jahrhunderts, bis die Krieger eine Ehrung in Form von Denkmälern erhielten. Die Denkmäler erfuhren dabei immer wieder Umbauten und Erweiterungen, da sich ihre Intention änderte. Stand zunächst der Nationalismus im Vordergrund, wurde später das heroische Soldatentum von den Kriegerdenkmälern thematisiert. In der zweiten Hälfte des 20. Jahrhunderts wurde daneben auch vermehrt das Leid der Krieger in den Mittelpunkt gerückt.
Die ältesten Kriegerdenkmäler im Landkreis Kitzingen datieren auf die zweite Hälfte des 19. Jahrhunderts. Sie sind den gefallenen Soldaten der Einigungskriege gewidmet und thematisieren deshalb die kriegerischen Auseinandersetzungen von 1866 (Deutscher Krieg) und 1870/1871 (Deutsch-Französischer Krieg). Die Krieger wurden dabei als Vollender der Einheit des Reiches gefeiert, die Denkmale haben vor allem den Charakter eines Siegesgedenkens. Als Symbole tauchten vor allem die Zeichen des Deutschen Kaiserreichs, Adler, Löwe, Eichenlaub, Lorbeerkranz und Eisernes Kreuz auf. Als Versinnbildlichung des Sieges verzierte man die Denkmäler mit den Personifikationen des Sieges, der Victoria bzw. der Germania. Ein frühes Denkmal hat sich in Wiesentheid erhalten.
Nach dem Ersten Weltkrieg, der mit einer für viele Deutsche als Demütigung empfundenen Niederlage endete, versuchte man über die Kriegerdenkmäler den verlorenen Stolz der Nation zurückzugewinnen. Die Kriegerdenkmäler griffen schnell Verschwörungserzählungen vom Dolchstoß auf, nach dem die im Feld siegreichen Soldaten von der Heimat verraten worden waren. Deshalb wurden häufig sterbende, trauernde oder betende Soldaten im Zentrum der Denkmäler gerückt. Die Inschriften thematisieren Soldatentum, Heldenmut und Opferbereitschaft. Besonders viele dieser Kriegerdenkmäler wurden im Kreisgebiet vom Kitzinger Künstler Richard Rother geschaffen. Bereits in den 1920er Jahren wurden die Denkmäler auch von nationalistischen Bewegungen instrumentalisiert und zum Thema nationalsozialistischer Propagandaaktionen.
Erst nach dem Zweiten Weltkrieg änderten sich die Gründe für die Errichtung von Kriegerdenkmälern grundlegend. Gleichzeitig wurden auch die bereits vorhandenen Denkmäler in ihrer Intention abgewandelt. Statt das Soldatentum zu heroisieren wurden nun vor allem die christliche Heilshoffnung in den Vordergrund gehoben. Zentral war die Erinnerung an den Tod der Soldaten als Auftrag für zukünftige Generationen: Kriege müssen in Zukunft vermieden werden, um das Leid nicht mehr zu wiederholen. Zugleich verwiesen die Denkmäler auch auf die Trauer der Angehörigen. Ausnahmen bildeten die nun entstehenden Luftangriffsdenkmäler, die zivile Kriegsopfer thematisierten und bis in die heutige Zeit umstritten sind.

## Liste der Kriegerdenkmäler
| Ort (Gemeinde– ggf. Gemeindeteil)    | Errichtungsgründe (Auseinandersetzung bzw. Krieg)                              | Denkmalstatus (ja/nein) | Koordinaten                      | Kurzbeschreibung | Bild                                   |
| ------------------------------------ | ------------------------------------------------------------------------------ | ----------------------- | -------------------------------- | --- | -------------------------------------- |
| Abtswind                             | Erster Weltkrieg/Zweiter Weltkrieg                                             | nein                    | 49° 46′ 11,4″ N, 10° 22′ 14,2″ O | Gedenkstein mit Kreuzigungsszene und sterbender Soldat, darüber Steinsäule                                                     |                                        |
| Albertshofen                         | Erster Weltkrieg/Zweiter Weltkrieg                                             | nein                    | Koordinaten fehlen! Hilf mit.    | Steinwürfel, darüber eine Figurengruppe mit sterbendem Soldaten                                                                |                                        |
| Biebelried–Biebelried                | Erster Weltkrieg/Zweiter Weltkrieg                                             | nein                    | 49° 45′ 52,3″ N, 10° 4′ 53,8″ O  | In einem überdachten Anbau an der Johanniskirche: Altar mit Immaculatafigur, Gedenktafeln links und rechts                     |                                        |
| Biebelried–Kaltensondheim            | Deutsch-Französischer Krieg/Erster Weltkrieg/Zweiter Weltkrieg                 | nein                    | 49° 43′ 41,7″ N, 10° 5′ 15,9″ O  | Sandsteinfindlingen mit Marmortafeln                                                                                           |                                        |
| Biebelried–Westheim                  | Erster Weltkrieg/Zweiter Weltkrieg                                             | nein                    | Koordinaten fehlen! Hilf mit.    | Marmortafel an der Aussegnungshalle                                                                                            |                                        |
| Buchbrunn                            | Erster Weltkrieg/Zweiter Weltkrieg                                             | nein                    | 49° 45′ 34″ N, 10° 8′ 5,9″ O     | mehrere in eine Mauer eingelassene Inschriftentafeln                                                                           |                                        |
| Castell–Castell                      | Erster Weltkrieg/Zweiter Weltkrieg                                             | nein                    | 49° 44′ 30,9″ N, 10° 21′ 13,9″ O | offener Innenhof neben der Aussegnungshalle, drei Wände mit Inschriftentafeln, Kreuzigungsgruppe mit Soldaten                  |                                        |
| Castell–Greuth                       | Erster Weltkrieg/Zweiter Weltkrieg                                             | nein                    | 49° 45′ 3,3″ N, 10° 21′ 42,4″ O  | Namenstafeln in einem steinernen Halbrund, davor ein Kreuz aus Baumstämmen                                                     |                                        |
| Castell–Wüstenfelden                 | Zweiter Weltkrieg                                                              | nein                    | 49° 43′ 57,3″ N, 10° 22′ 5,7″ O  | Gedenkstein im Friedhof |                                        |
| Dettelbach–Bibergau                  | Erster Weltkrieg/Zweiter Weltkrieg                                             | nein                    | 49° 47′ 54,8″ N, 10° 6′ 31,2″ O  | Rechteckige Steinsäule, Abschluss mit einem Hl. Georg im Halbrelief                                                            |                                        |
| Dettelbach–Brück                     | Deutsch-Französischer Krieg/Erster Weltkrieg/Zweiter Weltkrieg                 | nein                    | 49° 49′ 8,4″ N, 10° 8′ 59,6″ O   | Kalksteinskulptur in Kreuzform, mehrere Inschriften                                                                            |                                        |
| Dettelbach–Dettelbach                | Deutsch-Französischer Krieg                                                    | ja                      | 49° 48′ 18,8″ N, 10° 10′ 14,8″ O | Obelisk auf Postament, Sandstein, um 1880                                                                                      | Kriegerdenkmal Dettelbach              |
| Dettelbach–Dettelbach                | Erster Weltkrieg/Zweiter Weltkrieg                                             | nein                    | 49° 48′ 13,4″ N, 10° 9′ 55,9″ O  | offene Kapelle mit Steinaltar, Bildnisse auf Steinplatten                                                                      |                                        |
| Dettelbach–Effeldorf                 | Erster Weltkrieg/Zweiter Weltkrieg                                             | nein                    | 49° 47′ 52,5″ N, 10° 4′ 57,1″ O  | Eckige Steinsäule, darüber ein Halbrelief des heiligen Georgs, daneben Relief des heiligen Georg und Tafeln an einer Mauer     |                                        |
| Dettelbach–Euerfeld                  | Erster Weltkrieg/Zweiter Weltkrieg                                             | nein                    | 49° 49′ 15,5″ N, 10° 6′ 40,3″ O  | Kapelle mit fünf hölzernen Namenstafeln                                                                                        |                                        |
| Dettelbach–Neusetz                   | Erster Weltkrieg/Zweiter Weltkrieg                                             | ja                      | 49° 50′ 27,8″ N, 10° 8′ 42,1″ O  | kreuzförmiger Gedenkstein, mit Pietà                                                                                           | Kriegerdenkmal Neusetz                 |
| Dettelbach–Schernau                  | Erster Weltkrieg/Zweiter Weltkrieg                                             | nein                    | Koordinaten fehlen! Hilf mit.    | Viereckige Steinsäulen, umgeben von Platten                                                                                    |                                        |
| Geiselwind–Dürrnbuch                 | Erster Weltkrieg/Zweiter Weltkrieg                                             | nein                    | Koordinaten fehlen! Hilf mit.    | Zwei Marmortafeln in der Aussegnungshalle                                                                                      |                                        |
| Geiselwind–Ebersbrunn                | Erster Weltkrieg/Zweiter Weltkrieg                                             | nein                    | 49° 48′ 13,6″ N, 10° 27′ 27,3″ O | Zwei Holztafeln in der Aussegnungshalle                                                                                        | Kriegerdenkmal Ebersbrunn              |
| Geiselwind–Geiselwind                | Erster Weltkrieg/Zweiter Weltkrieg                                             | nein                    | 49° 46′ 21,7″ N, 10° 28′ 17,3″ O | Drei rechteckig angeordnete Steinquader, Inschriften, darüber die Figur eines hl. Georgs zu Pferd                              | Kriegerdenkmal Geiselwind              |
| Geiselwind–Rehweiler                 | Erster Weltkrieg/Zweiter Weltkrieg                                             | nein                    | 49° 45′ 45,3″ N, 10° 26′ 0,4″ O  | Gedenkplatte |                                        |
| Geiselwind–Wasserberndorf            | Erster Weltkrieg/Zweiter Weltkrieg                                             | nein                    | Koordinaten fehlen! Hilf mit.    | Rechtecksäule aus Sandstein, mit Kreuzabschluss                                                                                |                                        |
| Großlangheim–Großlangheim            | Erster Weltkrieg/Zweiter Weltkrieg                                             | ja                      | 49° 45′ 18,1″ N, 10° 14′ 24,3″ O | Mit Inschriftensockel und Brunnen, 1920er Jahre, darauf eine Immaculata-Figur, bezeichnet „1767“                               | Kriegerdenkmal Großlangheim            |
| Iphofen–Dornheim                     | Erster Weltkrieg/Zweiter Weltkrieg                                             | nein                    | 49° 39′ 16,4″ N, 10° 19′ 41,5″ O | Steinerner Sockel mit Inschriftentafeln, darüber ein Kruzifix                                                                  | Kriegerdenkmal Dornheim                |
| Iphofen–Fischhof                     | Zweiter Weltkrieg                                                              | nein                    | 49° 38′ 15,2″ N, 10° 21′ 12,1″ O | Fünf Steinkreuze mit metallenen Namenstafeln, Texttafel                                                                        |                                        |
| Iphofen–Hellmitzheim                 | Erster Weltkrieg/Zweiter Weltkrieg                                             | nein                    | 49° 40′ 6,4″ N, 10° 19′ 33,6″ O  | Gedenkstein mit trauerndem Soldaten                                                                                            |                                        |
| Iphofen–Iphofen                      | Erster Weltkrieg                                                               | nein                    | 49° 42′ 3,6″ N, 10° 15′ 46,9″ O  | Kruzifix im Friedhof |                                        |
| Iphofen–Mönchsondheim                | Erster Weltkrieg                                                               | nein                    | 49° 40′ 10,5″ N, 10° 16′ 48,1″ O | Säule und mehrere Gedenksteine                                                                                                 |                                        |
| Iphofen–Nenzenheim                   | Erster Weltkrieg/Zweiter Weltkrieg                                             | nein                    | Koordinaten fehlen! Hilf mit.    | Gedenkstein |                                        |
| Iphofen–Possenheim                   | Erster Weltkrieg/Zweiter Weltkrieg                                             | nein                    | Koordinaten fehlen! Hilf mit.    | Steinobelisk mit Stahlhelmabschluss                                                                                            |                                        |
| Kitzingen–Etwashausen                | Deutsch-Französischer Krieg/Erster Weltkrieg/Zweiter Weltkrieg                 | nein                    | 49° 44′ 39,5″ N, 10° 10′ 0,4″ O  | im Friedhof Gedenktafel |                                        |
| Kitzingen–Etwashausen                | Erster Weltkrieg/Zweiter Weltkrieg                                             | nein                    | 49° 44′ 26,9″ N, 10° 10′ 36,1″ O | Steintafel mit Inschriften |                                        |
| Kitzingen–Hoheim                     | Deutsch-Französischer Krieg/Erster Weltkrieg/Zweiter Weltkrieg                 | ja                      | 49° 43′ 39,6″ N, 10° 12′ 16,7″ O | Mit Relief des hl. Georg von Richard Rother, bezeichnet „1928“                                                                 |                                        |
| Kitzingen–Hohenfeld                  | Erster Weltkrieg/Zweiter Weltkrieg                                             | nein                    | 49° 43′ 11,8″ N, 10° 9′ 42,3″ O  | Statue der heiligen Margarethe, Namenstafeln aus Metall                                                                        |                                        |
| Kitzingen–Kitzingen                  | Zweiter Weltkrieg                                                              | nein                    | Koordinaten fehlen! Hilf mit.    | Flakkameradschaft: Metalltafeln mit Namen, Findling mit Gedenkinschrift                                                        |                                        |
| Kitzingen–Kitzingen                  | Zweiter Weltkrieg                                                              | nein                    | Koordinaten fehlen! Hilf mit.    | Rechteckige Säule mit Namen und Inschrift                                                                                      |                                        |
| Kitzingen–Kitzingen                  | Zweiter Weltkrieg                                                              | nein                    | Koordinaten fehlen! Hilf mit.    | Figur eines gefesselten Gefangenen, von Richard Rother                                                                         | Kriegerdenkmal Kitzingen (Mainbrücke)  |
| Kitzingen-Repperndorf                | Erster Weltkrieg/Zweiter Weltkrieg                                             | ja                      | 49° 45′ 2,7″ N, 10° 7′ 20,9″ O   | Um 1920 | Kriegerdenkmal Repperndorf             |
| Kitzingen–Sickershausen              | Erster Weltkrieg/Zweiter Weltkrieg                                             | nein                    | Koordinaten fehlen! Hilf mit.    | Ehrenhain in Form eines Friedhofes                                                                                             |                                        |
| Kitzingen–Siedlung                   | Zweiter Weltkrieg                                                              | nein                    | 49° 44′ 5,8″ N, 10° 10′ 54,9″ O  | Rechteckige Ziegelsteinmauer mit Namenssteinen der Gefallenen, von Karl Rother                                                 |                                        |
| Kleinlangheim–Atzhausen              | Erster Weltkrieg/Zweiter Weltkrieg                                             | nein                    | 49° 47′ 17,8″ N, 10° 16′ 48,6″ O | Kruzifix (Dreinageltypus) mit Inschriften                                                                                      |                                        |
| Kleinlangheim–Kleinlangheim          | Erster Weltkrieg/Zweiter Weltkrieg                                             | nein                    | Koordinaten fehlen! Hilf mit.    | Rechtecksäule mit dem hl. Georg als Drachentöter umgeben von zwei Marmorplatten mit Namen                                      |                                        |
| Mainbernheim–Mainbernheim            | Erster Weltkrieg                                                               | ja                      | 49° 42′ 41,3″ N, 10° 13′ 5,6″ O  | Soldat mit Tod auf Inschriftensockel, Muschelkalk, 1927 von Richard Rother                                                     | Kriegerdenkmal Mainbernheim            |
| Marktbreit–Gnodstadt                 | Deutsch-Französischer Krieg/Erster Weltkrieg/Zweiter Weltkrieg                 | nein                    | 49° 38′ 11,4″ N, 10° 7′ 17,6″ O  | Sechs Inschriftenplatten, Gedenkstein, Gedenksäule mit Metallstern an der Spitze                                               |                                        |
| Marktbreit–Marktbreit                | Erster Weltkrieg                                                               | ja                      | 49° 39′ 59,5″ N, 10° 8′ 40,5″ O  | Denkmal für jüdische Kriegsteilnehmer, Inschriftentafel, um 1920                                                               | Kriegerdenkmal Marktbreit              |
| Marktbreit–Marktbreit                | Erster Weltkrieg/Zweiter Weltkrieg                                             | ja                      | 49° 40′ 0″ N, 10° 8′ 37,3″ O     | Sechseckiger Brunnenkorpus mit Inschriftentafeln, darin eine Säule mit einer Kriegerfigurengruppe                              |                                        |
| Marktbreit–Marktbreit                | Zweiter Weltkrieg                                                              | ja                      | 49° 40′ 10,3″ N, 10° 9′ 1,2″ O   | Kriegsgedächtnisstätte des Landkreises Kitzingen in der Moritzkapelle                                                          | Kriegsgedächtnisstätte des Landkreises |
| Markt Einersheim                     | Deutsch-Französischer Krieg/Erster Weltkrieg/Zweiter Weltkrieg                 | ja                      | 49° 41′ 13,9″ N, 10° 17′ 22,6″ O | Gedenkplatten am Friedhofseingang                                                                                              |                                        |
| Marktsteft–Marktsteft                | Deutsch-Französischer Krieg                                                    | ja                      | 49° 41′ 48″ N, 10° 8′ 7,9″ O     | Obelisk, Bezeichnet „1876“ | Kriegerdenkmal Marktsteft              |
| Marktsteft–Michelfeld                | Erster Weltkrieg/Zweiter Weltkrieg                                             | ja                      | 49° 41′ 48,4″ N, 10° 10′ 41,3″ O | Um 1920 | Kriegerdenkmal Michelfeld              |
| Martinsheim–Enheim                   | Erster Weltkrieg/Zweiter Weltkrieg                                             | nein                    | 49° 37′ 59″ N, 10° 8′ 23,1″ O    | Terrasse als Gedenkstätte: Mauer mit eingelassener Gedenktafel, Steinkreuze                                                    |                                        |
| Martinsheim–Martinsheim              | Erster Weltkrieg/Zweiter Weltkrieg                                             | nein                    | Koordinaten fehlen! Hilf mit.    | Bildstock mit Soldatenrelief                                                                                                   |                                        |
| Martinsheim–Gnötzheim                | Zweiter Weltkrieg                                                              | nein                    | 49° 37′ 4,5″ N, 10° 11′ 1,6″ O   | Prozessionsaltar mit Kruzifix                                                                                                  |                                        |
| Nordheim am Main                     | Erster Weltkrieg/Zweiter Weltkrieg                                             | nein                    | 49° 51′ 33,5″ N, 10° 10′ 49,4″ O | Offene Kapelle mit zwei Heiligenfiguren und Marmorplatten                                                                      |                                        |
| Obernbreit                           | Erster Weltkrieg                                                               | nein                    | 49° 39′ 13,6″ N, 10° 9′ 50,6″ O  | Gedenkstein mit zwei Pilastern umgeben von Gedenksteinen                                                                       |                                        |
| Obernbreit                           | Zweiter Weltkrieg                                                              | nein                    | 49° 39′ 28,2″ N, 10° 9′ 53,9″ O  | Kreuzstele umgeben von Gedenksteinen                                                                                           | Kriegerdenkmal Obernbreit              |
| Prichsenstadt–Altenschönbach         | Deutsch-Französischer Krieg/Erster Weltkrieg/Zweiter Weltkrieg                 | nein                    | 49° 49′ 24,1″ N, 10° 23′ 54″ O   | Gedenktafeln in die Wand eingelassen, daneben Relief eines stehenden Soldaten mit Fahne                                        | Kriegerdenkmal Altenschönbach          |
| Prichsenstadt–Bimbach                | Erster Weltkrieg/Zweiter Weltkrieg                                             | ja                      | 49° 51′ 39″ N, 10° 22′ 52,7″ O   | Obelisk mit Inschriften | Kriegerdenkmal Bimbach                 |
| Prichsenstadt–Brünnau                | Erster Weltkrieg/Zweiter Weltkrieg                                             | nein                    | Koordinaten fehlen! Hilf mit.    | |                                        |
| Prichsenstadt–Kirchschönbach         | Deutscher Krieg/Deutsch-Französischer Krieg/Erster Weltkrieg/Zweiter Weltkrieg | nein                    | Koordinaten fehlen! Hilf mit.    | Steinobelisk mit Namenstafeln                                                                                                  | Kriegerdenkmal Kirchschönbach          |
| Prichsenstadt–Laub                   | Erster Weltkrieg                                                               | nein                    | Koordinaten fehlen! Hilf mit.    | Kruzifix mit zwei Steintafeln                                                                                                  |                                        |
| Prichsenstadt–Neudorf                | Erster Weltkrieg/Zweiter Weltkrieg                                             | nein                    | 49° 50′ 42,2″ N, 10° 23′ 4,9″ O  | Bildstock mit Satteldachabschluss, Soldatenfigur und Metalltafeln                                                              |                                        |
| Prichsenstadt–Neuses am Sand         | Erster Weltkrieg/Zweiter Weltkrieg                                             | nein                    | 49° 50′ 34,9″ N, 10° 21′ 24,3″ O | Steinkreuz mit Gedenktafeln |                                        |
| Prichsenstadt–Prichsenstadt          | Erster Weltkrieg/Zweiter Weltkrieg                                             | nein                    | 49° 49′ 3,9″ N, 10° 21′ 0,1″ O   | Gedenktafeln in der Friedhofsmauer                                                                                             |                                        |
| Prichsenstadt–Stadelschwarzach       | Erster Weltkrieg/Zweiter Weltkrieg                                             | nein                    | 49° 49′ 3,9″ N, 10° 21′ 0,1″ O   | sogenannte Kriegergedächtniskapelle (Stadelschwarzach)                                                                         | Kriegerdenkmal Stadelschwarzach        |
| Rödelsee–Fröhstockheim               | Erster Weltkrieg/Zweiter Weltkrieg                                             | ja                      | 49° 43′ 50,4″ N, 10° 13′ 50,4″ O | Auf einem hohen Sockel aus zwei Kalksteinblöcken ruht die Figur eines verwundeten Löwen, Inschriften, von Richard Rother, 1922 |                                        |
| Rödelsee–Rödelsee                    | Erster Weltkrieg/Zweiter Weltkrieg                                             | nein                    | 49° 43′ 39,6″ N, 10° 14′ 34,3″ O | Skulptur eines Wehrmachtssoldaten, daneben Gedenktafeln                                                                        |                                        |
| Rüdenhausen                          | Erster Weltkrieg/Zweiter Weltkrieg                                             | nein                    | 49° 45′ 59,9″ N, 10° 20′ 32,1″ O | Namensplatten im Friedhof |                                        |
| Schwarzach am Main–Düllstadt         | Erster Weltkrieg/Zweiter Weltkrieg                                             | nein                    | 49° 48′ 11,8″ N, 10° 15′ 17,5″ O | Metallbuchstaben an der Aussegnungshalle                                                                                       |                                        |
| Schwarzach am Main–Hörblach          | Zweiter Weltkrieg                                                              | nein                    | 49° 47′ 29,6″ N, 10° 13′ 17,3″ O | Schwarze Steinstele mit Muttergottesfigur                                                                                      |                                        |
| Schwarzach am Main–Münsterschwarzach | Erster Weltkrieg                                                               | nein                    | 49° 48′ 19,1″ N, 10° 14′ 0,7″ O  | Gedenkstein |                                        |
| Schwarzach am Main–Münsterschwarzach | Erster Weltkrieg                                                               | nein                    | 49° 48′ 19,1″ N, 10° 14′ 0,7″ O  | Gedenkstein |                                        |
| Schwarzach am Main–Münsterschwarzach | Erster Weltkrieg                                                               | nein                    | 49° 48′ 19,1″ N, 10° 14′ 0,7″ O  | Metallene Gedenktafeln und Kruzifix                                                                                            |                                        |
| Schwarzach am Main–Schwarzenau       | Erster Weltkrieg                                                               | ja                      | 49° 48′ 13,4″ N, 10° 12′ 55,3″ O | Sandsteinpfeiler, um 1920 | Kriegerdenkmal Schwarzenau             |
| Schwarzach am Main–Stadtschwarzach   | Erster Weltkrieg                                                               | ja                      | 49° 47′ 59,2″ N, 10° 13′ 49″ O   | Mit Pietàgruppe, Sandstein, um 1920                                                                                            | Kriegerdenkmal Stadtschwarzach         |
| Schwarzach am Main–Stadtschwarzach   | Erster Weltkrieg/Zweiter Weltkrieg                                             | ja                      | 49° 47′ 54,8″ N, 10° 13′ 54,9″ O | Stele mit Marmorplatten |                                        |
| Segnitz                              | Erster Weltkrieg/Zweiter Weltkrieg                                             | nein                    | 49° 40′ 18,3″ N, 10° 8′ 38,7″ O  | Gedenkstein mit Pilaster, Tafel mit Stahlhelm-Relief                                                                           |                                        |
| Seinsheim–Iffigheim                  | Erster Weltkrieg/Zweiter Weltkrieg                                             | nein                    | 49° 38′ 43,2″ N, 10° 12′ 33″ O   | Steintafel, davor mehrere Steinkreuze                                                                                          |                                        |
| Seinsheim–Seinsheim                  | Zweiter Weltkrieg                                                              | nein                    | Koordinaten fehlen! Hilf mit.    | Gedenkstein, davor mehrere Steinkreuze                                                                                         |                                        |
| Seinsheim–Tiefenstockheim            | Erster Weltkrieg/Zweiter Weltkrieg                                             | nein                    | Koordinaten fehlen! Hilf mit.    | Kruzifix mit Namensplatten aus Marmor                                                                                          |                                        |
| Seinsheim–Wässerndorf                | Zweiter Weltkrieg                                                              | nein                    | 49° 38′ 17,7″ N, 10° 12′ 11,7″ O | Gedenkstein mit Inschriften und Steinkreuze                                                                                    |                                        |
| Sommerach                            | Erster Weltkrieg/Zweiter Weltkrieg                                             | nein                    | 49° 49′ 49,3″ N, 10° 12′ 16,4″ O | metallene Inschriftenplatte an der Aussegnungshalle                                                                            |                                        |
| Sulzfeld am Main                     | Deutsch-Französischer Krieg                                                    | nein                    | 49° 42′ 26,3″ N, 10° 7′ 45,2″ O  | Kruzifix, darunter mehrere Marmorplatten                                                                                       |                                        |
| Sulzfeld am Main                     | Erster Weltkrieg/Zweiter Weltkrieg                                             | nein                    | 49° 42′ 30,7″ N, 10° 7′ 52,3″ O  | Kruzifix, darunter mehrere Marmorplatten                                                                                       |                                        |
| Volkach–Astheim                      | Erster Weltkrieg/Zweiter Weltkrieg                                             | nein                    | 49° 51′ 45,4″ N, 10° 13′ 5,2″ O  | Rechtecksäule mit Relief eines sterbenden Soldaten, der obere Abschluss mit einem Stahlhelm                                    |                                        |
| Volkach–Dimbach                      | Erster Weltkrieg/Zweiter Weltkrieg                                             | nein                    | 49° 49′ 55,7″ N, 10° 15′ 22,6″ O | Steinkreuz und zwei Steintafeln im Friedhof                                                                                    |                                        |
| Volkach–Eichfeld                     | Erster Weltkrieg/Zweiter Weltkrieg                                             | nein                    | 49° 50′ 28,3″ N, 10° 18′ 3,4″ O  | Rechteckige Steinsäule mit einem Stahlhelm als Abschluss, links und rechts freistehende Marmorplatten                          |                                        |
| Volkach–Escherndorf                  | Erster Weltkrieg/Zweiter Weltkrieg                                             | nein                    | 49° 51′ 41,6″ N, 10° 10′ 28,2″ O | Brunnen mit Soldatenfigur |                                        |
| Volkach–Fahr                         | Erster Weltkrieg/Zweiter Weltkrieg                                             | nein                    | 49° 52′ 37,3″ N, 10° 9′ 54″ O    | Steinkreuz mit Soldatenkopf im Zentrum, Steintafeln mit Inschriften                                                            |                                        |
| Volkach–Gaibach                      | Erster Weltkrieg/Zweiter Weltkrieg                                             | nein                    | 49° 53′ 28,2″ N, 10° 13′ 42,7″ O | Zwei Gedenksteine im Friedhof                                                                                                  |                                        |
| Volkach–Köhler                       | Erster Weltkrieg/Zweiter Weltkrieg                                             | nein                    | 49° 50′ 57,7″ N, 10° 10′ 2,2″ O  | Gedenktafel aus Sandstein an der Kirche                                                                                        |                                        |
| Volkach–Krautheim                    | Erster Weltkrieg/Zweiter Weltkrieg                                             | nein                    | 49° 53′ 7,8″ N, 10° 17′ 16″ O    | Gedenkstätte in Mauereinfassung mit Namensplatten                                                                              |                                        |
| Volkach–Obervolkach                  | Deutsch-Französischer Krieg                                                    | ja                      | 49° 52′ 24,7″ N, 10° 15′ 30,7″ O | Mariensäule, zweite Hälfte 19. Jahrhundert                                                                                     | Kriegerdenkmal Obervolkach             |
| Volkach–Obervolkach                  | Erster Weltkrieg/Zweiter Weltkrieg                                             | nein                    | 49° 52′ 24″ N, 10° 15′ 33,1″ O   | Kruzifix umgeben von mehreren Steintafeln                                                                                      |                                        |
| Volkach–Rimbach                      | Erster Weltkrieg                                                               | ja                      | 49° 51′ 52,6″ N, 10° 17′ 30″ O   | auf hohem Sockel mit Inschriften, Symbole des Krieges: Kanonenrohr, Siegerkranz, Soldatenhelm, Sandstein, bez. 1921            | Kriegerdenkmal Rimbach                 |
| Volkach–Volkach                      | Deutsch-Französischer Krieg/Erster Weltkrieg                                   | nein                    | 49° 51′ 50,3″ N, 10° 13′ 43,4″ O | Kruzifix auf Rechtecksockel im Friedhof                                                                                        |                                        |
| Volkach–Volkach                      | Erster Weltkrieg/Zweiter Weltkrieg                                             | nein                    | 49° 52′ 0,7″ N, 10° 13′ 27,2″ O  | marschierende Soldatengruppe aus mehreren Steinblöcken                                                                         |                                        |
| Wiesenbronn                          | Erster Weltkrieg/Zweiter Weltkrieg                                             | ja                      | 49° 44′ 55″ N, 10° 18′ 17,1″ O   | |                                        |
| Wiesentheid–Feuerbach                | Erster Weltkrieg/Zweiter Weltkrieg                                             | nein                    | 49° 47′ 1,1″ N, 10° 18′ 7,8″ O   | Steinstele im Friedhof |                                        |
| Wiesentheid–Reupelsdorf              | Erster Weltkrieg/Zweiter Weltkrieg                                             | nein                    | 49° 48′ 53,7″ N, 10° 17′ 38″ O   | Gedenktafel an der Aussegnungshalle                                                                                            |                                        |
| Wiesentheid–Untersambach             | Erster Weltkrieg/Zweiter Weltkrieg                                             | nein                    | 49° 48′ 53,7″ N, 10° 17′ 38″ O   | Wand aus Bruchstein, Inschriften                                                                                               |                                        |
| Wiesentheid–Wiesentheid              | Deutsch-Französischer Krieg                                                    | ja                      | 49° 47′ 41″ N, 10° 20′ 37,4″ O   | Neubarocker Brunnen als Kriegerdenkmal, bezeichnet „1870/71“                                                                   | Kriegerdenkmal Wiesentheid             |
| Wiesentheid–Wiesentheid              | Zweiter Weltkrieg                                                              | ja                      | Koordinaten fehlen! Hilf mit.    | Inschriftentafel am Pfarrhaus                                                                                                  |                                        |
| Willanzheim–Hüttenheim in Bayern     | Erster Weltkrieg/Zweiter Weltkrieg                                             | nein                    | 49° 38′ 58,6″ N, 10° 15′ 17″ O   | Steinplatten in der Aussegnungshalle                                                                                           |                                        |
| Willanzheim–Markt Herrnsheim         | Erster Weltkrieg/Zweiter Weltkrieg                                             | nein                    | 49° 39′ 36,7″ N, 10° 14′ 32,5″ O | Natursteinmauer mit Inschriftentafeln aus Metall, Steinkreuze                                                                  |                                        |
| Willanzheim–Willanzheim              | Erster Weltkrieg/Zweiter Weltkrieg                                             | nein                    | Koordinaten fehlen! Hilf mit.    | Kruzifix mit Grabsteinen und Inschriftentafeln                                                                                 |                                        |